# Eutichio
Eutichio  è un nome proprio di persona italiano maschile.

## Varianti
- Maschili: Eutico, Euticchio, Eutizio[1], Euticio, Eutichiano
- Femminili: Eutichia

### Varianti in altre lingue
- Francese: Eutyche, Eutyches, Eutychès, Eutyché
- Greco antico: Ευτυχος (Eutychos)[2], Ευτύχιος (Eutychios)[3]
  - Femminili: Ευτυχια (Eutychia)[3]
- Latino: Eutychus[2], Eutychius[3], Eutycius, Eutychianus
- Polacco: Eutychiusz
- Portoghese: Êutico, Eutíquio

## Origine e diffusione
Deriva dal nome greco Ευτύχιος (Eutychios), variante di Ευτυχος (Eutychos); si basa sull'aggettivo ευτυχής (eutyches, "fortunato"). Etimologicamente, tale termine è composto dall'avverbio ευ (eu, "bene") e dal sostantivo τύχη (tyche, "destino", "fortuna", da cui il nome della dea Tiche). Il significato del nome può quindi essere interpretato come "che ha buona fortuna", analogo quindi a quello dei nomi Iqbal, Fatmir, Bakhtiar, Sa'id e Fortunato.
Latinizzato in Eutychius o, talvolta, in Eutycius (da cui le varianti Eutizio ed Euticio), il nome conta anche la forma Eutichiano, ripresa medievale del gentilizio Eutychianus, e si diffuse per il suo valore beneaugurale. Si ritrova anche nel Nuovo Testamento, portato da un giovane di Troade, Eutico, che morì cadendo da un davanzale mentre Paolo predicava, e venne da questi resuscitato (At 20:9-12).

## Onomastico
Il nome venne portato da numerosi santi e martiri; l'onomastico generalmente si festeggia il 6 aprile, in ricordo di sant'Eutichio, patriarca di Costantinopoli, vissuto nel VI secolo. Si ricordano inoltre, alle date seguenti:
- 4 febbraio, sant'Eutichio di Roma, martire[5]
- 26 marzo, sant'Eutichio di Alessandria, diacono e martire sotto Giorgio di Cappadocia[5]
- 15 maggio, sant'Eutizio di Ferento, martire[5]
- 23 maggio, sant'Eutizio di Norcia, eremita e abate[5]
- 5 giugno, sant'Eutichio di Como, vescovo[5]
- 1º luglio, sant'Eutizio, martire in Umbria[5]
- 15 agosto, sant'Eutichiano, martire con Stratone e Filippo a Nicomedia[5]
- 29 settembre, sant'Eutichio, vescovo e martire a Eraclea[5]
- 18 ottobre, sant'Eutiche, martire a Pozzuoli con i santi Procolo e Acuzio[5]
- 13 novembre, sant'Eutichiano, martire con altri compagni in Africa sotto Genserico[5]
- 8 dicembre, sant'Eutichiano papa[5]

## Persone
- Eutichio, esarca bizantino

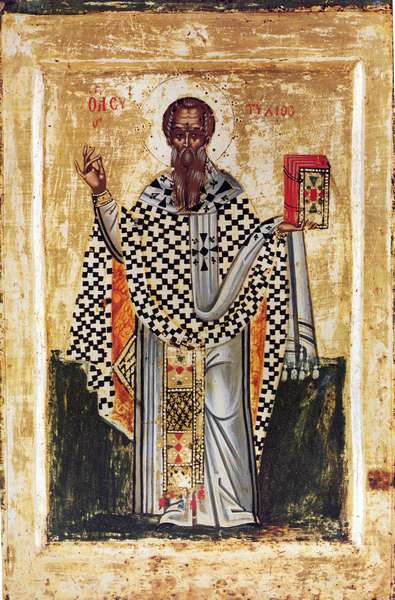
Eutichio di Costantinopoli

- Eutichio di Costantinopoli, arcivescovo cattolico e santo bizantino
- Eutichio Proclo, grammatico greco antico
- Eutichio di Alessandria, (876-940), scrittore, papa e patriarca greco-ortodosso di Alessandria e di tutta l'Africa

### Variante Eutizio
- Eutizio di Ferento, santo romano
- Eutizio di Norcia, religioso e santo italiano

### Variante Eutichiano
- Eutichiano, papa e santo
- Flavio Eutichiano, politico romano
- Publio Valerio Comazone Eutichiano, generale e politico romano